# Bundi (państwo)
Bundi − państwo historyczne w Indiach. Położone w Radźasthanie. Nazwa identyczna z nazwą stołecznego Bundi.
Powstało w XIV wieku. W 1818 podpisano traktat, na mocy którego stało się krajem zależnym od Wielkiej Brytanii. Przynależało do Eastern Rajputana States, obejmowało 5711 km². Podobnie jak inne indyjskie radźaty, w wyniku powstania niepodległego państwa indyjskiego zostało do niego przyłączone − w 1948 stało się częścią stanu Radźasthan.